# Johann Friedrich Karl Leonhard Tafel

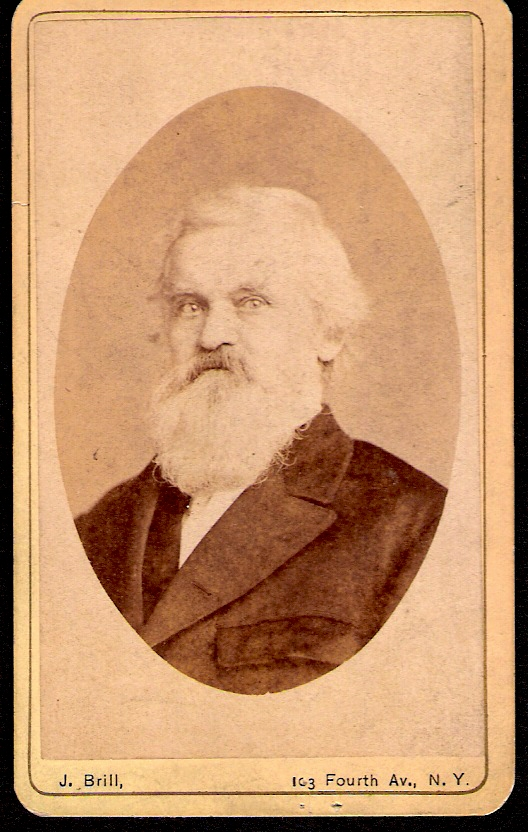
Johann Friedrich Leonhard Tafel, picture painted before 1880

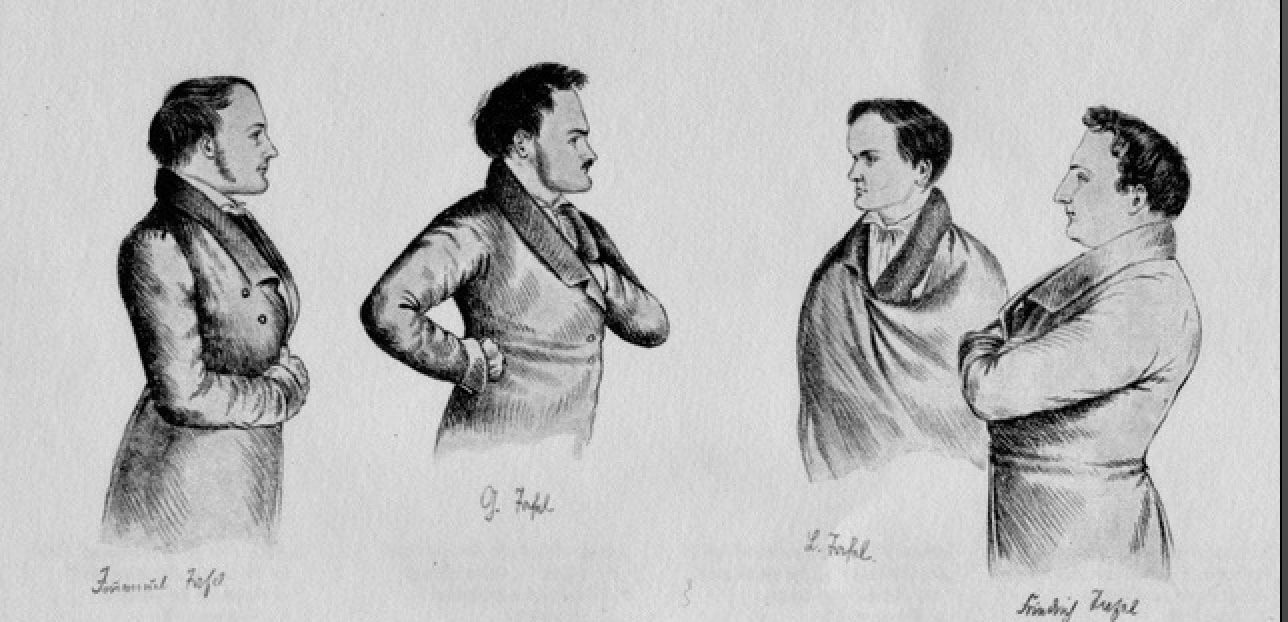
Die 4 Brüder Tafel Johann Friedrich Immanuel Tafel, Johann Friedrich Karl Leonhard Tafel, Johann Friedrich Gottlob Tafel, Christian Friedrich August Tafel

Johann Friedrich Leonhard Tafel (* 6. Februar 1800 in Sulzbach am Kocher; † 1. April 1880 in Philadelphia) war ein evangelischer Übersetzer (u. a. der Bibel), Autor und Pädagoge.

## Leben
Er war der zweitjüngste Sohn des württembergischen Pfarrers Johann Friedrich Tafel (1756–1814) und der Justina Christiana Beate Tafel, geb. Horn.
Er hatte drei hochbegabte Brüder: Den evangelischen Theologen Johann Friedrich Immanuel Tafel (1796–1863), genannt der „Weise“; der zweite Bruder war der spätere Rechtskonsulent Christian Friedrich August Tafel (1798–1856), genannt der „Schöne“; er war der Vater von Julie Tafel (1842–1936), die Friedrich Bonhoeffer heiratete und durch ihren Sohn Karl Großmutter von Dietrich Bonhoeffer wurde; der dritte Johann Friedrich Gottlob Tafel (1801–1874), der „Wilde“, ein Burschenschafter, Kämpfer für die Demokratie und Rechtsanwalt. Leonhard Tafel hieß der „Fromme“.
Während seines Studiums wurde er 1818, wie sein Bruder zuvor, Mitglied der Alten Tübinger Burschenschaft Arminia. Tafel graduierte 1820 in Tübingen und war für viele Jahre Lehrer an Gymnasien in Stuttgart, Ulm und Schorndorf. Dort führte er die interlineare Didaktik nach Hamilton ein. Er gab verschiedene Periodika heraus, so die Tageszeitung „Beobachter“, die der liberalen Partei nahestand (1849–1853).
1853 wanderte Tafel in die USA aus, wohin sein Sohn Rudolph Leonhard bereits 1847 ausgewandert war. Für drei Jahre wurde er Professor an der Urbana University, Ohio. Darauf zog er nach St. Louis, Missouri um. Er ist Autor diverser Textbücher alter wie moderner Sprachen und übersetzte Werke von Xenophon, Cassius Dio, Charles Dickens, William Makepeace Thackeray, Walter Scott und James Fenimore Cooper ins Deutsche.

## Werke
- Leonhard Tafel: Die analytische Sprachlehrmethode. Cotta, Stuttgart/Tübingen 1845 (digitale-sammlungen.de)
- Staat und Christenthum. Tübingen 1851
- Der Christ und der Atheist. Philadelphia 1856
- Latin Pronunciation and the Latin Alphabet. New York 1860, Mitautor: sein Sohn Rudolph Leonhard Tafel
- German-English and English-German Pocket Dictionary. 1870, Mitautor: sein Sohn Ludwig H. Tafel
- Die Bibel oder die Heilige Schrift des Alten und Neuen Testaments übersetzt mit hinzugefügten Sachparallelstellen von Dr. Leonhard Tafel. Revidiert von Professor Ludwig H. Tafel. (PDF; 5,59 MB)